# Gobernación de Mutana
Mutana o Mutanna (المثنى en árabe) es una de las dieciocho gobernaciones que conforman la república de Irak. Su capital es Samawa. Ubicada al sureste del país, limita al noroeste con Nayaf, al norte con Cadisia, al este con Di Car y Basora, y al sur con Arabia Saudita. Con 51 740 km² es la segunda gobernación más extensa —por detrás de Ambar—, con 719 100 habs. en 2011, la menos poblada y con 14 hab/km², la segunda menos densamente poblada, por delante de Ambar.
En su territorio se encuentra las ruinas de la ciudad sumeria Uruk que es probablemente el origen del nombre Irak.
- Datos: Q212761
- Multimedia: Muthanna Governorate / Q212761